# Mittenothamnium ctenidioides
Mittenothamnium ctenidioides är en bladmossart som beskrevs av Schelpe in Magill och Edmund André Charles Lois Eloi `Ted' Schelpe 1979. Mittenothamnium ctenidioides ingår i släktet Mittenothamnium och familjen Hypnaceae. Inga underarter finns listade i Catalogue of Life.